# Kondumal
Kondumal é uma vila no distrito de Chandrapur, no estado indiano de Maharashtra.

## Demografia
Segundo o censo de 2001, Kondumal tinha uma população de 11 722 habitantes. Os indivíduos do sexo masculino constituem 52% da população e os do sexo feminino 48%. Kondumal tem uma taxa de literacia de 84%, superior à média nacional de 59.5%: a literacia no sexo masculino é de 86% e no sexo feminino é de 82%. Em Kondumal, 13% da população está abaixo dos seis anos de idade.